# Мила Чолакова
Мила Петрова Чолакова е българска публицистка и преводачка.

## Биография
Родена е през 1907 г. в София. Дъщеря е на финансиста Петър Чолаков и сестра на публициста Ромео Чолаков. През 1925 г. завършва Американски девически колеж в Цариград, след което се завръща в България. Превежда българска литература на чужди езици, започва активна кореспондентска дейност с различни колежи и университети във Великобритания и САЩ и с чуждестранни издателства и фирми. Превежда разкази на Йордан Йовков на английски език и приказки на Братя Грим на български. Пише публицистика, публикува активно в периодичния печат през целия си живот. От 1934 до 1952 г. работи в Министерство на външната търговия. Умира през 1952 г. в София.

## Публикации
Автор е на статиите „Поглед върху политическия резултат и значение на изборите за ВНС“, „Вела Благоева“, „Изборност на съдиите“, „Съветската майка във Великата отечествена война“, „Делото на Кирил и Методий“, „Ленин-Сталин-Горки“, „Москва – градът на вечната слава“, „Правосъдното дело у нас преди и след 9 септември“, „Адвокатското възнаграждение“ и др.